# Wilhelm II. (Aquitanien)
Wilhelm II. von Aquitanien, genannt der Jüngere (franz.: Guillaume II le Jeune; † 12. Dezember 926) war von 918 bis zu seinem Tod ein Graf von Auvergne und Herzog von Aquitanien aus der Familie der Belloniden. Er war der älteste Sohn des Grafen Acfred I. von Carcassonne und von Adelinde.
Wilhelm trat das Erbe seines Onkels mütterlicherseits Herzog Wilhelm I. dem Frommen von Aquitanien an, während das väterliche Erbe um die Grafschaften Carcassonne und Razès an seinen Vetter Bencion ging.

## Leben
Wilhelm der Jüngere wird erstmals am 11. September 910 als Zeuge in der Gründungsurkunde der Benediktinerabtei von Cluny genannt. Wie schon sein Onkel war auch er ein Parteigänger König Karls des Einfältigen, von dem er 919 auch als „Herzog der Aquitanier“ anerkannt wurde. Damit stand er aber auch in Gegnerschaft zu den Robertinern um den Markgrafen Robert und Herzog Rudolf von Burgund.
Nachdem Rudolf 923 den Königsthron usurpiert hatte, verbündete er sich mit dem Grafen Raimund Pons von Toulouse, gegen Wilhelm. 924 fiel der König in Aquitanien ein und Wilhelm konnte sich nur mit äußerster Mühe gegen ihn behaupten. Nachdem aber die Ungarn im westfränkischen Reich einfielen kam es zu einer Verständigung in der Wilhelm den König anerkannte, wofür ihm im Gegenzug das Berry gelassen wurde. Die „gotische Mark“ (Septimanien) ging aber an die rivalisierenden Raimundiner verloren, genauso wie das Lyonnais an Hugo von Arles und das Mâconnais an Hugo den Schwarzen.
Wilhelm II. von Aquitanien war der erste westfränkische/französische Fürst, der das bis dahin ausschließlich königliche Recht, Münzen zu schlagen, für sich beanspruchte, noch vor den Herzögen der Francia aus der Familie der Robertiner.
Da Wilhelm keine Kinder hinterließ, folgte ihm sein Bruder Acfred.